# آرایه پرده‌ای

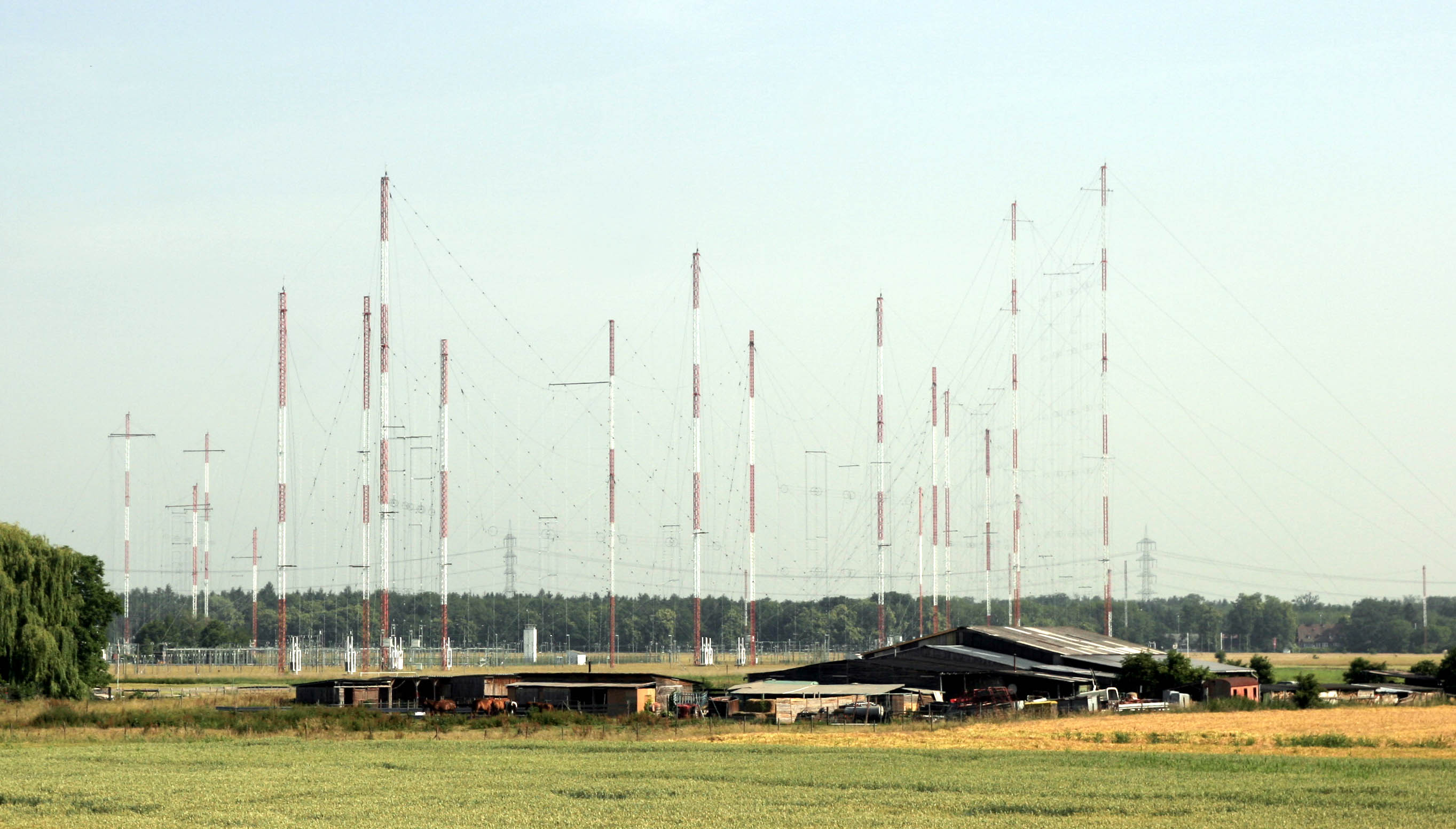
آرایه‌های پرده ای در سایت فرستنده Radio Free Europe، بیبلیس، آلمان

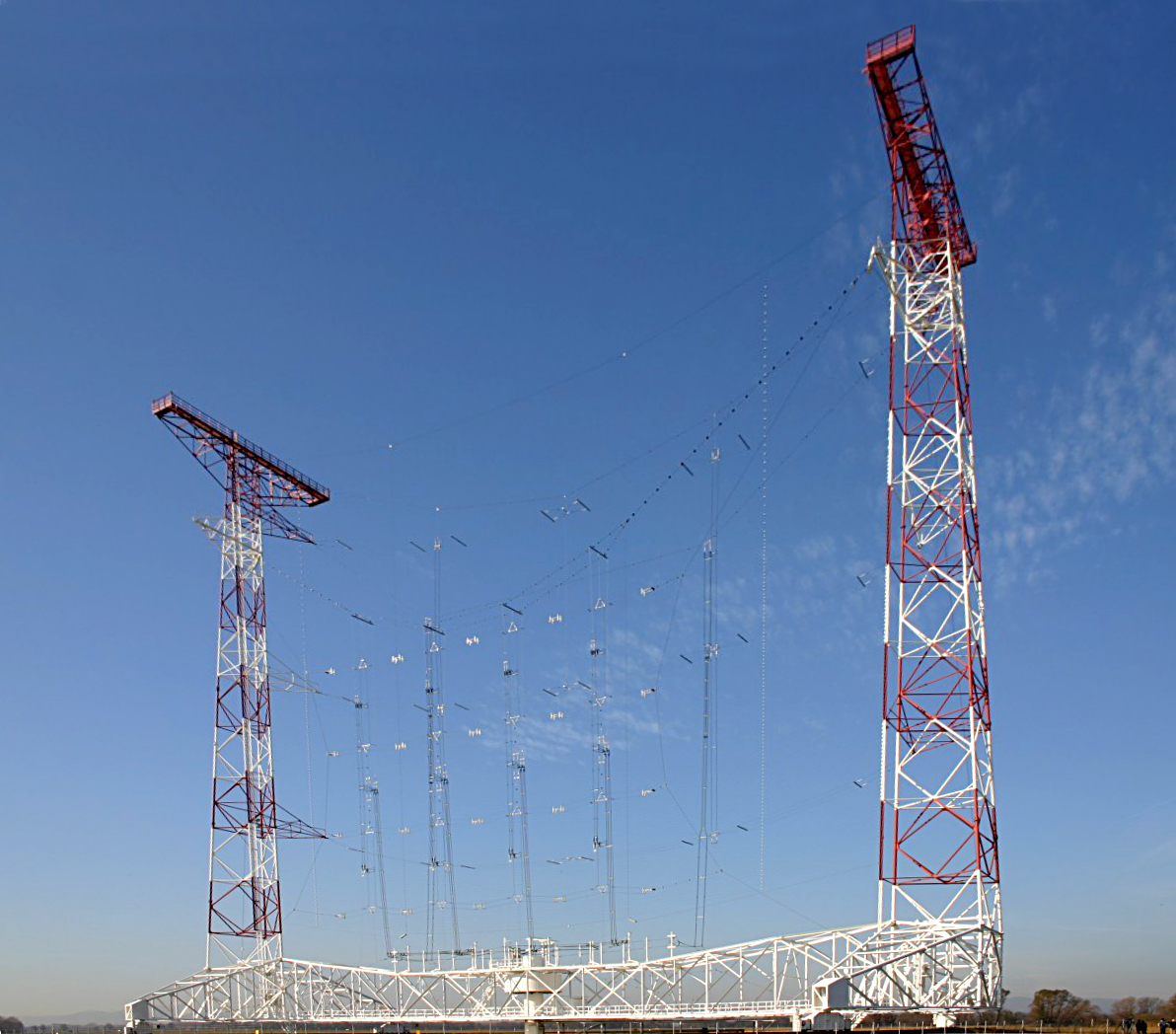
آرایهٔ پرده ای در ایستگاه پخش سیار بین‌المللی، Moosbrunn، اتریش.

آرایه‌های پرده ای نوعی از فرستنده‌های رادیویی بزرگ با چند عنصر است که در باندهای رادیوی موج کوتاه استفاده می‌شود. این آرایه‌ها نوعی از آنتن‌های آرایه ای بازتابی هستند که از چندین آنتن سیمی دو قطبی تشکیل شده‌اند. در حالی که در یک صفحه عمودی آویزان می‌باشند؛ اغلب در جلوی بازتابنده پرده ای که از صفحهٔ عمودی تختی با سیم‌های موازی بلندی ساخته شده‌است. این مجموعه با سیم‌های پشتیبان بین جفت برج‌های فولادی (تا ۹۰ متر ارتفاع) معلق نگه داشته شده‌است. این آرایه‌ها برای انتقال امواج skywave استفاده می‌شود: آن‌ها یک پرتو از امواج رادیویی را با زاویه محدود به به سمت ورای افق ارسال می‌کنند که توسط لایه یونوسفر به اطراف افق در زمین بازتاب می‌شود. آنتن‌های پرده ای بیشتر توسط ایستگاه‌های بین‌المللی رادیوی موج کوتاه برای خبرگزاری در مناطقی وسیع و فواصل قاره ای استفاده می‌شود.
به دلیل خواص جهتی پرقدرت، آرایه‌های پرده ای اغلب در ایستگاه‌های رادیوی تبلیغات دولت به منظور تبلیغ دولت در فرای مرزها در دیگر کشورها استفاده می‌شود. برای مثالآرایه‌های پرده ای که در رادیوی اروپای آزاد و رادیو آزادی که برای پخش در اروپای شرقی استفاده می‌شود.

## تاریخچه
آرایه‌های پرده ای در ابتدا در طول سال‌های ۱۹۲۰ تا ۱۹۳۰ میلادی با بسیاری آزمایش در حوزه خبرگزاری موج کوتاه در فواصل بلند، توسعه یافته‌اند. مفهوم مهم این بود که دستیابی به بهبودهایی در بهره یا جهت‌گیری نسبت به آنتن دوقطبی ساده احتمالاً با کشیدن یک یا چند دو قطبی به فضای فیزیکی کوچکتری یا تنظیم چند دوقطبی که الگوری تابشی آنها یکیدیگر را تقویت می‌کند، حاصل می‌شود. با این وجود که سیگنال‌های بیشتر به هدف مورد نظر متمرکز می‌شوند.
در اوایل ۱۹۲۰ میلادی، مارکونی، پیشتاز رادیو، به دستیارش چارلز ساموئل فرانکلین مأموریت داد تا مطالعه وسیعی بر روی خواص ارسالی امواج با طول موج کوتاه انجام دهد؛ و همچنین وضعیت مناسب این شاخصه‌ها برای ارسال در فواصل دور را به دست آورد. فرانکلین اولین سیستم هوایی آرایه پرده ای را در سال ۱۹۲۴ که با نام سیستم فرانکلین یا سیستم انگلیسی مشهور است، اختراع کرد.
آرایه‌های پرده ای ایتدایی دیگر شامل آرایه بروس اختراع شده توسط ادموند بروس در سال ۱۹۲۷، و پرده استربا اختراع شده توسط ارنست استربا در سال ۱۹۲۹ می‌باشد. آرایه بروس یک سیگنال با قطبش عمودی تولید می‌کند؛ آرایه ای استربا (و آنتن‌های HRS بعدی) یک سیگنال با قطبش افقی را تولید می‌کنند.
اولین آرایه پرده ای که به عمومیت دست یافت، پرده استربا بود که توسط ارنست استربا در سال ۱۹۲۹ ثبت شد؛ و توسط آزمایشگاه بل در طول سال‌های ۱۹۳۰ تا ۱۹۴۰ استفاده شد. اگرچه که پرده استربا یک طراحی باند باریک بود و فقط با اهرم‌های مکانیکی قابل جهت‌گیری بود.

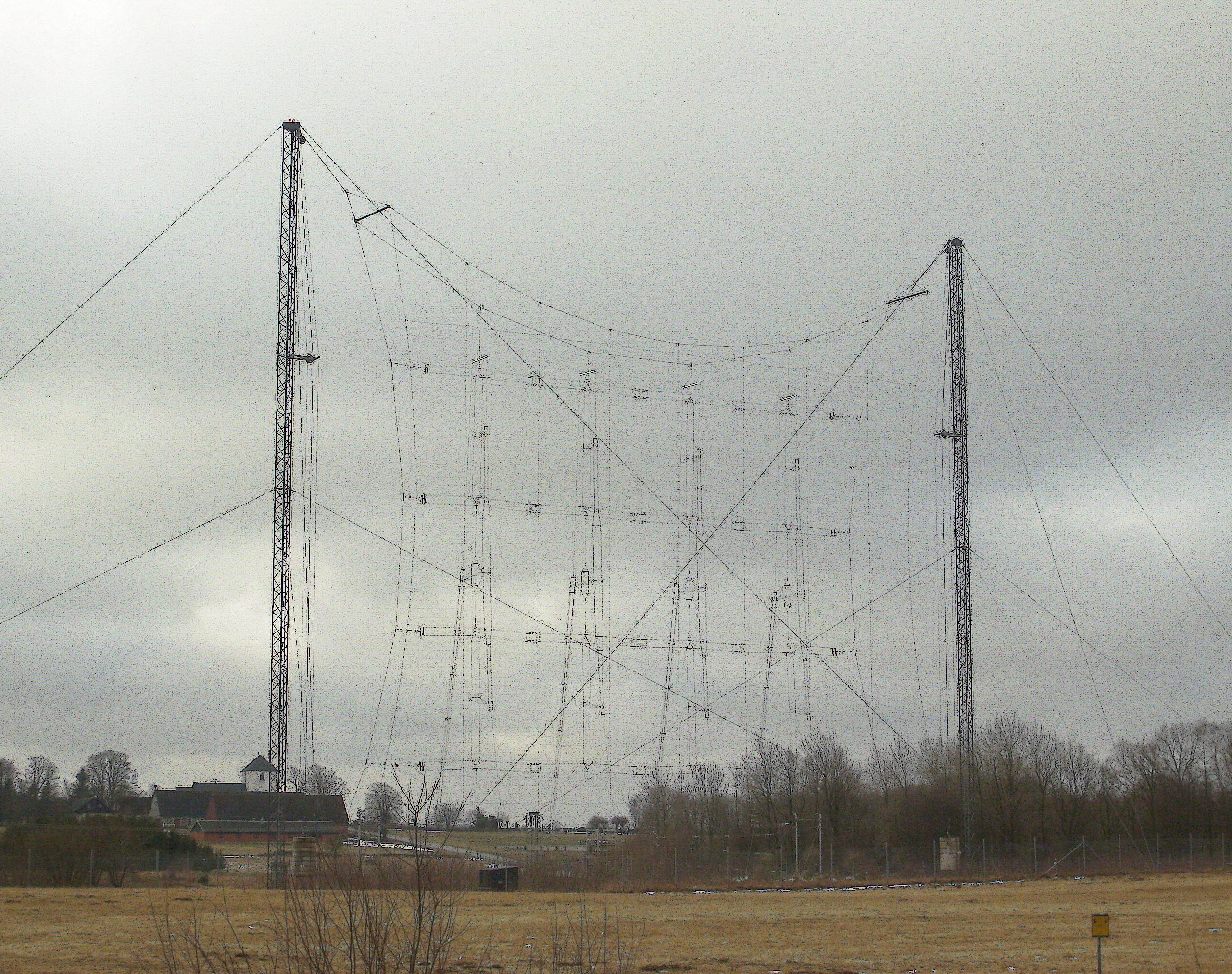
Antenna G1 در ایستگاه خلبانی Hörby، که توسط رادیو سوئد اداره می‌شد، اما در سال ۲۰۱۱ خاموش شد. این سیستم شامل ۱۶ آنتن دایپل در یک آرایه 4x4 است که در جلو صفحه سیم‌ها قرار گرفته‌است.

آرایه‌های پرده ای در چندین سیستم اولیه راداری استفاده شدند، مانند شبکه بریتانیایی Chain Home. در طی جنگ سرد آرایه‌های پرده ای بزرگ توسط Voice of America, Radio Free Europe,Radio Liberty، و سازمان‌های مشابه در اروپای غربی به منظور پخش تبلیغاتی در کشورهای کمونیست که محتوای غربی را سانسور می‌کردند، استفاده شده‌اند.

## شرح
عناصر فعال معمولاً دوقطبی‌های نیم موج هستند که تغذیه شده فازی، نصب شده در یک صفحه با ۰٫۲۵ طول موج در جلوی صفحه بازتابنده هستند. سیم‌های بازتابنده به‌طور موازی با دوقطبی‌ها پیچیده شده‌اند. دو قطبی‌ها می‌توانند عمودی باشند که با قطبش عمودی تشعشع می‌کنند، اما بیشتر افقی هستند. چرا که موج‌های قطبیده افقی کمتر توسط بازتاب‌های زمین جذب می‌شوند. پایین‌ترین ردیف دوقطبی‌ها در فاصله ای بیشتر از نصف طول موج بالای زمین به منظور محافظت بازتاب‌های زمین از تداخل با الگوی تابش، نصب شده‌است. این عمل اجازه می‌دهد تا بیشتر تشعشع به main lobe نازکی با اندکی درجه بالای افق تمرکز کند.
در حالی که برای ارسال skywave ایده‌آل است. یک آرایه پرده ای می‌تواند بهره 20 dB بیشتر از یک آنتن دوقطبی ساده داشته باشد. به دلیل نیازهای فاز دقیق، آرایه ای پرده ای اولیه یک پهنای باند نازک داشتند. اما آرایه‌های پرده ای مدرن می‌توانند یک پهنای باند تا ۲:۱ بسازند، که به آنها اجازه می‌دهد تا چندین باند موج کوتاه را پوشش دهند.
بجای تغذیه هر دوقطبی در مرکز آن که نیاز به یک ساختار انتقال «درختی» با تطبیق امپدانس پیچیده دارد.آنتن‌های دوقطبی چندگانه که اغلب به صور ت سری متصل می‌شوند یک ساختار folded dipole می‌سازند که در یک نقطه تغذیه می‌شوند.
به منظور کنترل بیم گاهی اوقات از پایه‌های معلقی از یک برج بزرگ استفاده می‌شود تا بتواند قابل چرخش باشد. از طرف دیگر بعضی از ساختارهای مدرن مثل آرایه‌های فازی می‌تواند بدون حرکت آنتن و بصورت الکتریکی بیم را هدایت کنند.
هر آنتن دوقطبی یا گروهی از آن‌ها از طریق یک گیرنده فاز قابل تنظیم الکترونیک تغذیه می‌شوند که به صورت شبکه‌های پسیو از خازن‌ها و سلف‌ها که می‌توانند به داخل و خارج سوییچ شوند پایه‌گذاری می‌شوند. با اضافه شدن تغییر فاز ثابت بین آنتن‌های دوقطبی افقی مجاوراجازهٔ چرخش جهت بیم با یک زاویهٔ محدود داده می‌شود.

### سیستم‌های آنتن سه تایی
سیستم‌های انتقاالی به دلایل سیاسی بهینه می‌شده‌است. این دلایل ضروری باعث ایجاد سه آنتن آرایه ای جداگاننه می‌شود:پهنای باند زیاد و متوسط وکم.
استفاده از ۳ آنتن پرده ای طیف پخشی HR برای سیستم‌های انتقالی بهینه است اما بیشتر از ۳ آنتن پرده ای باعث افزایش هزینه ساخت و نگه داری می‌شود و از سال ۱۹۹۰ هیچ ایستگاه HF ساخته نشده‌است.آنتن‌های HRS مدرن برای طول عمر‌های زیاد طراحی شده‌اند بنابراین سیستم‌های HRS قبل از سال ۱۹۹۲ به احتمال زیاد برای مدت زمان طولانی در دسترس خواهد بود.

## اصطالاحات

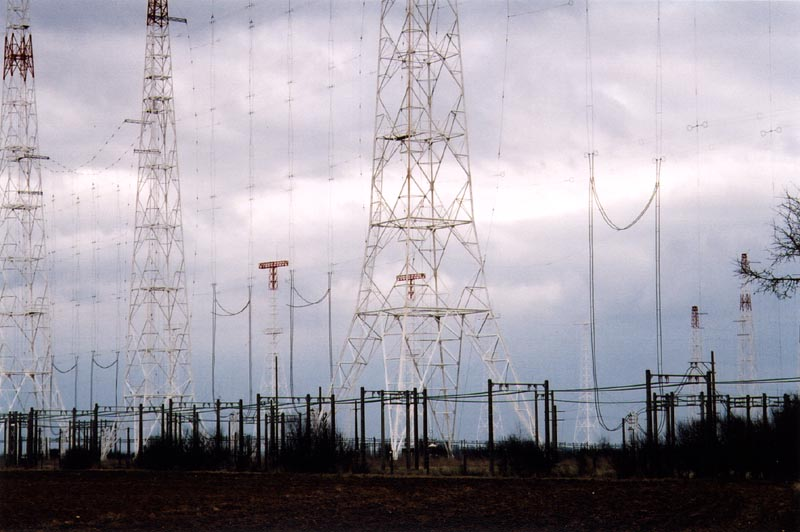
ایستگاه‌های RFI وآنتن‌های پرده ای

از سال 1984 ,CCIR استاندارهایی را برای توصیف آنتن‌های پرده ای ارایه کرد که شامل ۴ حرف و ۳ عدد بصورت زیراست:
حرف اول
جهتگیری آنتن‌های دوقطبی را در آرایه نشان می‌دهد.
- “H” نشان می‌دهد که دو قطبی‌ها بصورت افقی هستند بنابریان آنتن موج‌های رادیویی را با پلاریزاسیون افقی منتشر می‌کنند.
- “V”نشان که دوقطبی‌ها به صورت عمودی هستند بنابریان آنتن موج‌های رادیویی را با پلاریزاسیون عمودی منتشر می‌کنند.

حرف دوم (در صورت وجود)
نشان می‌دهد که آنتن دارای یک باز دارنده است.
- "R" نشان می‌دهد یک یک بازتابنده ساده در یک طرف آنتن وجود دارد بنابراین آنتن یک بیم دارد.
- "RR" نشان می‌دهد که آرایه دارای نوعی "بازتابنده برگشت پذیر" است بنابراین جهت بیم می‌تواند ۱۸۰ بچرخد. تعداد بسیار کمی از این ساخته شده‌است. RCI Sackville در کانادا دارای ۲ نوع آنتن HRRS که احتمالاً تنها آنتن از اینتنن نوع در آمریمای شمالیست.
- اگر آنتن هیچ کدوم از “R” , “RR” را نداشته باشند آنتن هیچ بازتابنده ای ندارد بنابریان آنتن‌های دایپل انرژی را درجهت که با هم ۱۸۰ درجه اختلاف دارند انتشار می‌دهند

حرف سوم (در صورت وجود)
- "S" نشان می‌دهد که آرایه قابل هدایت است.

به دنبال حروف سه عدد آمده‌است
"x / y / z".
"x" و "y" ابعاد آرایه ای مستطیلی dipoles را مشخص می‌کنند، در حالی که "z" ارتفاع بالای زمین از پایین آرایه را نشان می‌دهد:
- "x" (یک عدد صحیح) تعداد ردیف‌های افقی آنتن دو قطبی است.
- "y" (یک عدد صحیح) تعداد ستون‌های عمودی آنتن دو قطبی است.
- "z" (یک عدد دهدهی) ارتفاع زمین تا پایین‌ترین ردیف آنتن دوقطبی بر حسب طول موج (عدد دهدهی)

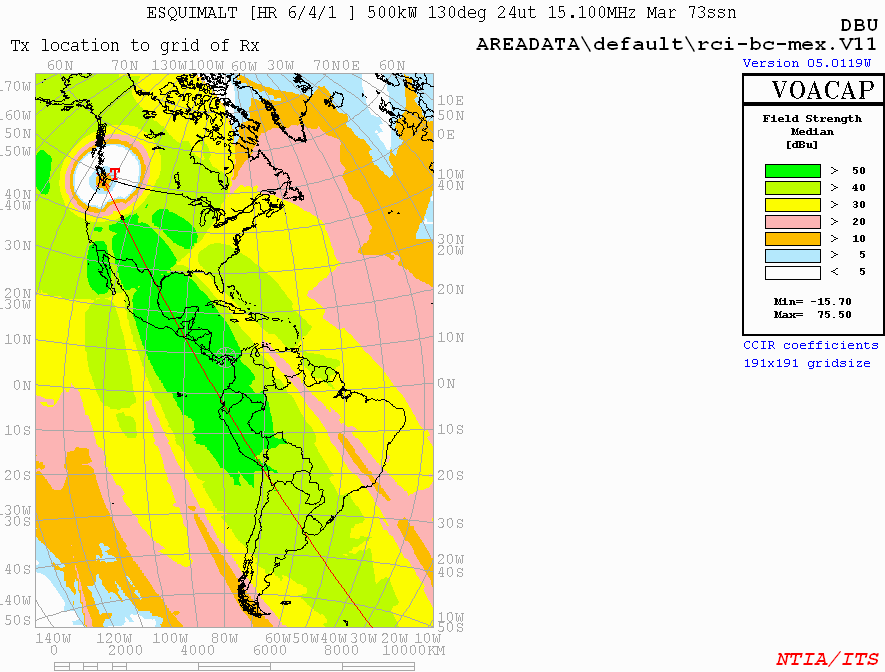
شبیه‌سازی پترن رادیوییHR 6/4/1

برای مثال "HRS 4/5/0.5"  آنتن پرده ای آرایه ای با ۲۰ آنتن دوقطبی در ۴ ردیف افقی و ۵ ردیف عمودی
با فاصله نصف طول موج از زمین و یک بازتابنده صاف در پشت آن، جهت بیم می‌تواند هدایت شود. HRS 4/4/0.5 آنتن قابل هدایت با ۱۶ آنتن دایپل یکی از انواع استاندارد آنتن‌های آرایه ای است که در ایستگاه‌های پخش سیار در سراسر جهان دیده می‌شود.
یادداشت‌ها در مورد نام گذاری HRS
- آنتنهای نوع HRS 1/1 / z HRS غیرقابل تعریف هستند (چنین چیزی تنها از یک دو قطبی تشکیل شده‌است). آنتن‌های نوع HRS 1/2 / z و 2/1/zوجود دارد، اما کاربرد عملی کمی در پخش موج کوتاه دارند نوسان کننده‌های VHF و UHF برای رادیو FM یا تلویزیون در انگلیس اغلب یک جفت دوقطبی افقی (یا yagis کوتاه) یکی را بالاتر از دیگری برای تمرکز قدرت انتقال در سطح افقی استفاده می‌کنند (به عنوان مثال HRS 1/2 / z). رادار روسی Duga Over The Horizon ممکن است از یک آنتن نوع HRS 32/16 / 0.75 (برآورد نشده - تأیید نشده) با ERP بالقوه در محدوده گیگاوات استفاده کرده باشد.

## آنتن HRS
آنتن نوع HRS نمونه ای از یک آنتن آرایه ای پوشش دهنده است. این دارای دوقطبی افقی با یک بازتابنده پشت سر آنها است و پرتو هدایت پذیر است. این آنتن‌ها نیز به عنوان "HRRS" شناخته می‌شوند (برای یک بازتابنده برگشت‌پذیر)، اما R اضافی به ندرت استفاده می‌شود.
با این حال، تا اواسط دهه ۱۹۳۰، رادیو هلند از یک آنتن قابل شارژ HRS برای پوشش جهانی استفاده می‌کرد. از دهه ۱۹۵۰، طراحی HRS بیشتر یا کمتر استانداردی برای پخش موج کوتاه از راه دور (> ۱۰۰۰ کیلومتر) بوده‌است.

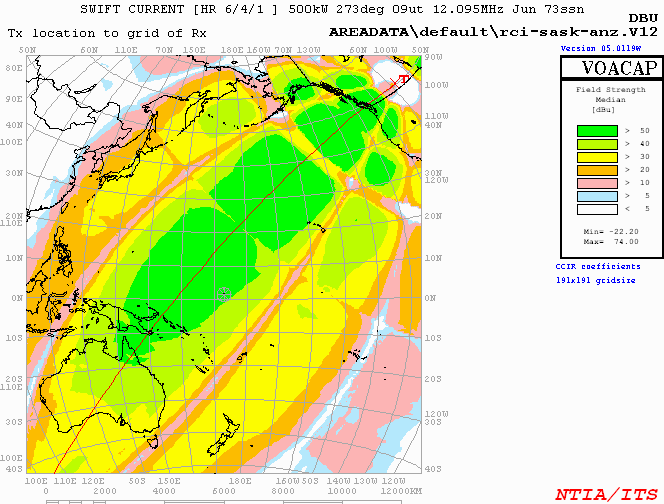

### شرح HRS
آنتن نوع HRS اساساً یک آرایه مستطیلی از آنتن‌های معمولی دوقطبی بین برج‌های پشتیبانی می‌باشد. در ساده‌ترین حالت، هر دو قطبی از ۲/۱ λ به صورت عمودی جدا شده و مراکز هر دو قطبی فاصله ۱ λ را به صورت افقی قرار می‌دهند. باز هم، در ساده‌ترین حالت (برای یک پرتو کروی)، تمام دوقطبی در فاز با یکدیگر و با قدرت برابر هدایت می‌شود. تابش محدوده وسیعی از پرده است.

پشت آرایه ای از دوقطبی، معمولاً حدود ۳/۱ λ دور وجود خواهد داشت "بازتابنده" متشکل از بسیاری از سیم‌های موازی در همان جهت به عنوان دوقطبی است. اگر این موجود نبود، پرده به‌طور یکسان به جلو و عقب حرکت می‌کرد.

## فرمان

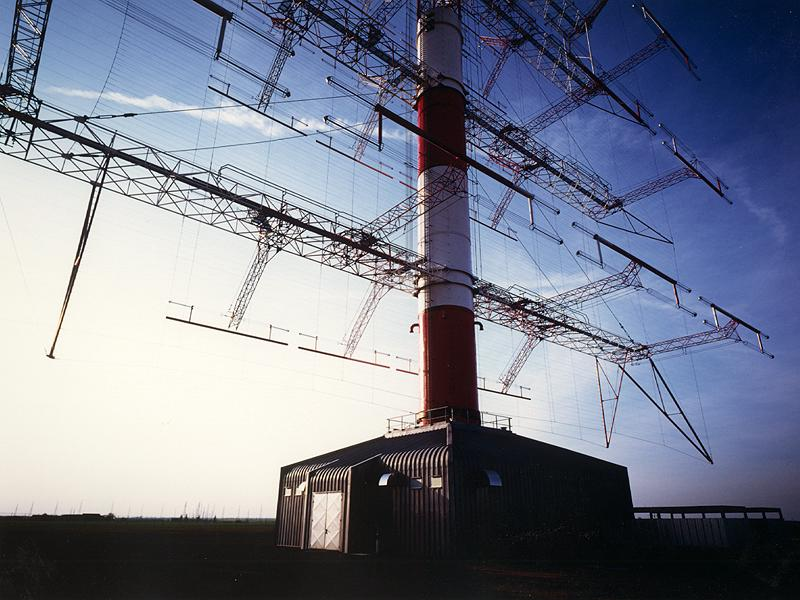
آنتن ALLISS

اگر انتساب آن در "S" وجود داشته باشد، این یک طراحی مداوم است. این ممکن است به صورت الکترونیکی با تنظیم فاز موج الکتریکی سیگنال‌های تغذیه شده به ستون‌های عناصر آنتن دوقطبی یا به صورت فیزیکی با نصب آرایه آنتن بر روی یک مکانیزم چرخش بزرگ به دست اید. یک نمونه از این را می‌توان در NRK Kvitsøy مشاهده کرد، جایی که یک راهرو دایره ای یک جفت سیستم عامل چرخدار را حمل می‌کند که هر یک از آنها یک برج را در انتهای متفاوتی از قطر باز نگه می‌دارد. آرایه آنتن پرده بین برج‌ها به حالت تعلیق در می‌آید و با برج‌ها در اطراف راه‌آهن دایره ای می‌چرخد. یکی دیگر از تکنیک چرخش فیزیکی توسط سیستم ALLISS که در آن کل آرایه در اطراف یک برج قابل چرخشی مرکزی از قدرت بزرگ ساخته شده‌است، استفاده می‌شود.
آرایه‌های آنتن تحت هدایت الکتریکی معمولاً می‌توانند در محدوده ± ۳۰ درجه از جهت جسمانی آنتن قرار گیرند، در حالی که آرایه‌های چرخش مکانیکی می‌توانند ۳۶۰ درجه کامل جا بگذارند. فرماندهی الکتریکی معمولاً در سطح افقی انجام می‌شود، در حالی که برخی از تنظیمات در سطح عمودی امکان‌پذیر است.

## پهنای پرتو Azimuth
- برای یک آرایه دوبعدی ۲ عرض، عرض پرتو حدود ۵۰ درجه است
- برای یک آرایه دوبعدی ۳ عرض، عرض پرتو حدود ۴۰ درجه است

## زاویه راه اندازی عمودی
تعداد ردیفهای دوقطبی و ارتفاع پایین‌ترین عنصر بالای زمین، زاویه ارتفاع و در نتیجه فاصله تا منطقه خدمات را تعیین می‌کند.
- ییک آرایه ارتفاع بالای ۲ ردیفه دارای یک زوایای معمولی ۲۰ درجه است

که اغلب برای ارتباطات محدوده متوسط استفاده می‌شود.
- یک آرایه ارتفاع بالا ۴ ردیفه دارای یک زاویه ۱۰ درجه ای است

که اغلب برای ارتباطات طولانی استفاده می‌شود.
- آرایه ۶ ردیف مشابه ۴ ردیف است، اما می‌تواند ۵ تا ۱۰ درجه زاویه را بگیرد.

می‌تواند در مدارهای اتصال کوتاه با طول ۱۲۰۰۰ استفاده شود کیلومتر، و بسیار جهت است.
توجه داشته باشید که ممکن است جزئیات مربوط به سایت آنتن به تخریب برنامه‌های طراحان برسد، به طوری که زاویه یابی و تطبیق ممکن است تحت تأثیر قرار نگیرند.

## نمونه‌هایی از آنتن‌های HRS
این یک نمونه از ایستگاه‌های رله کوتاه موج کوتاه طراحی HRS است. این ممکن است به شما کمک کند که HRS آنتن را به خوبی درک کنید.

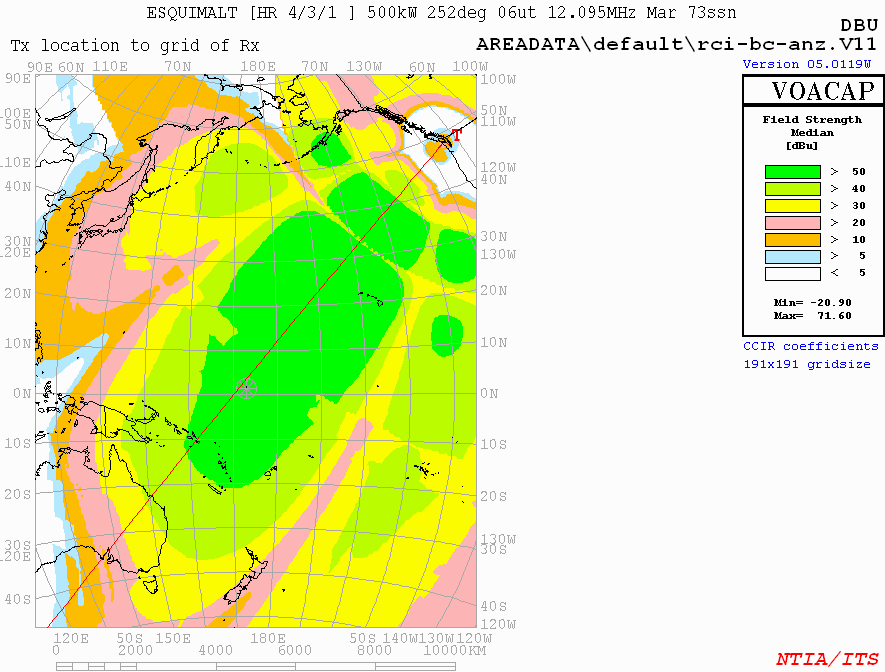
Targeting Australasia
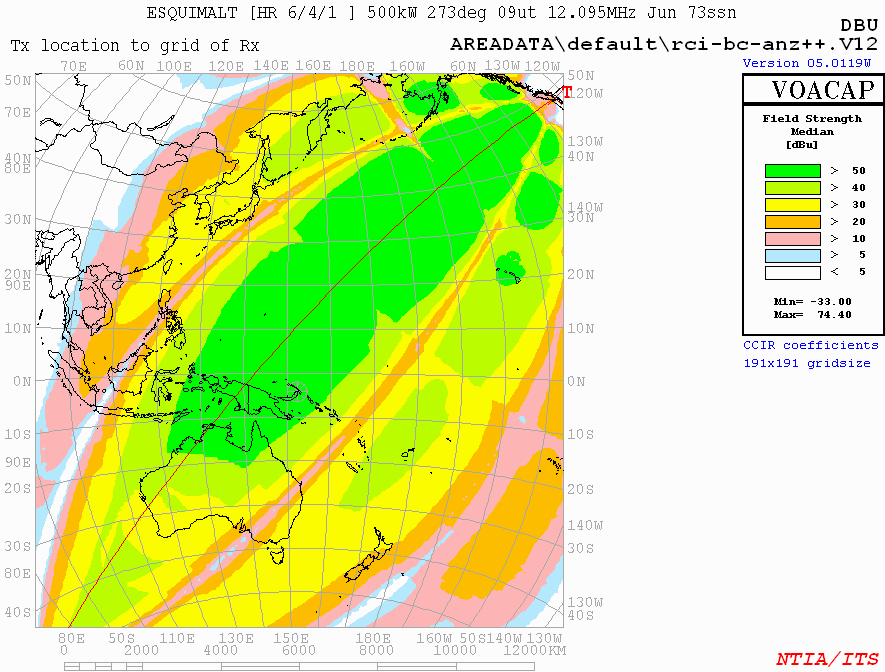
Targeting Indonesia
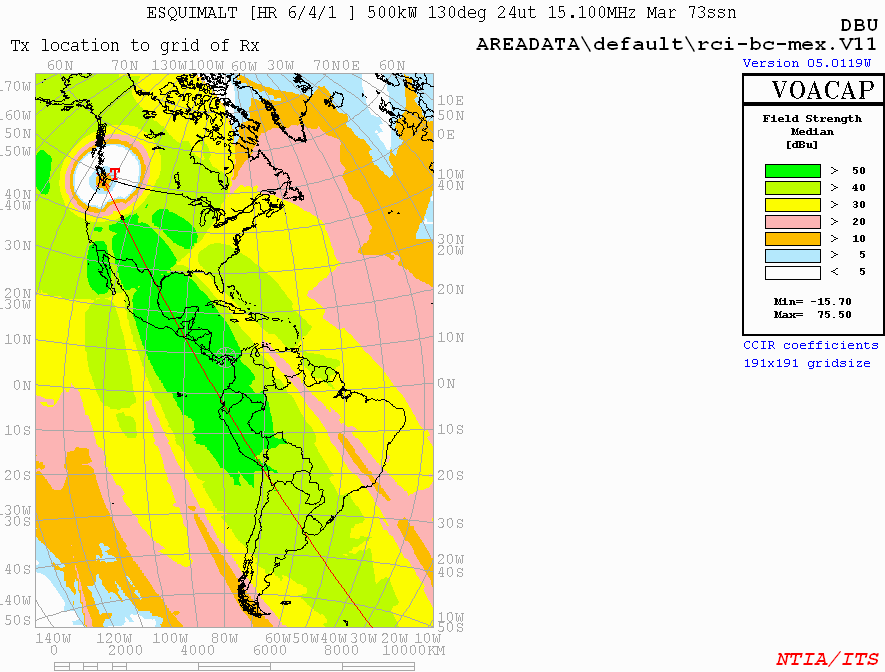
Targeting Latin America
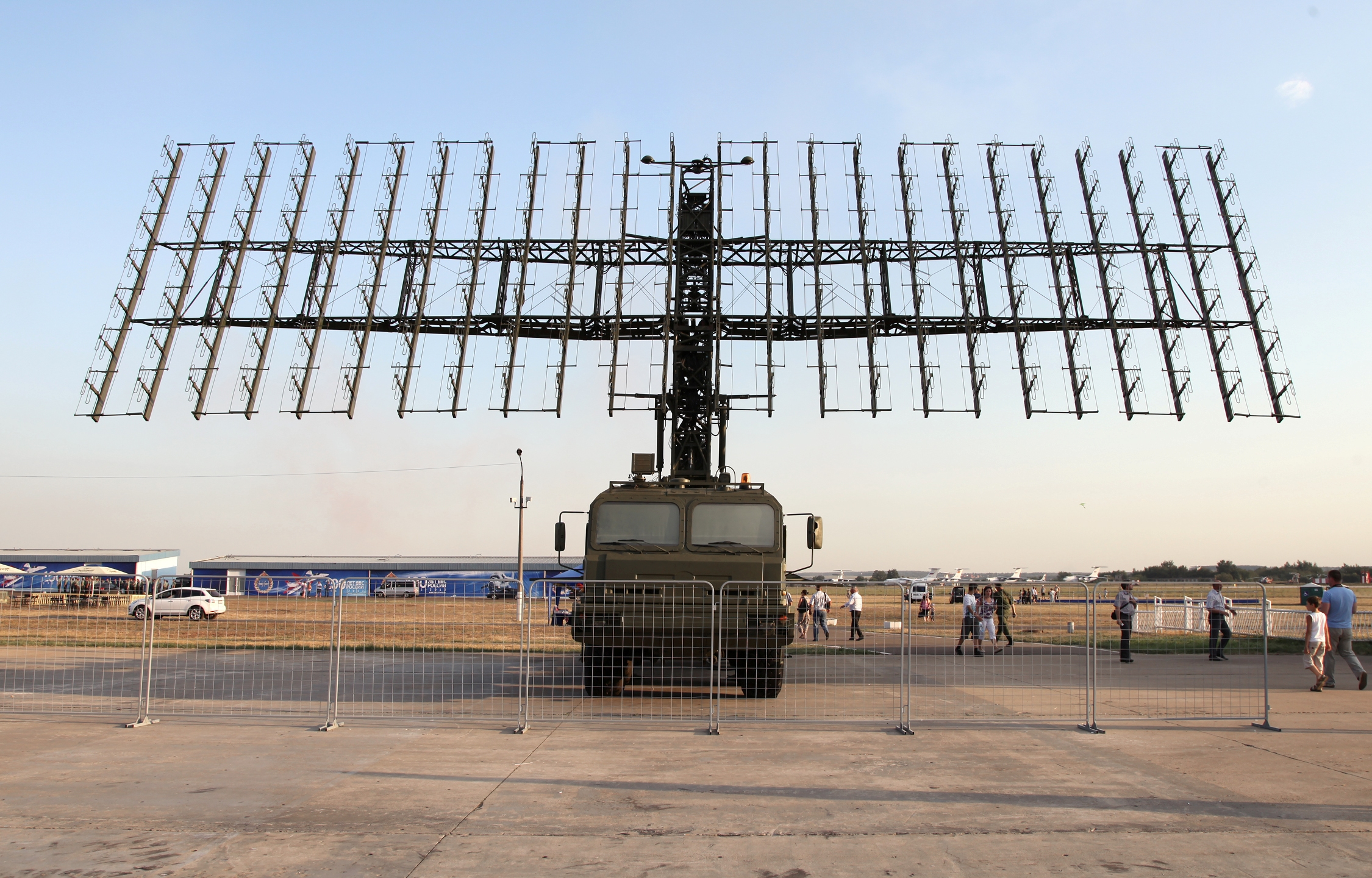
Nebo-M Tactical Radar
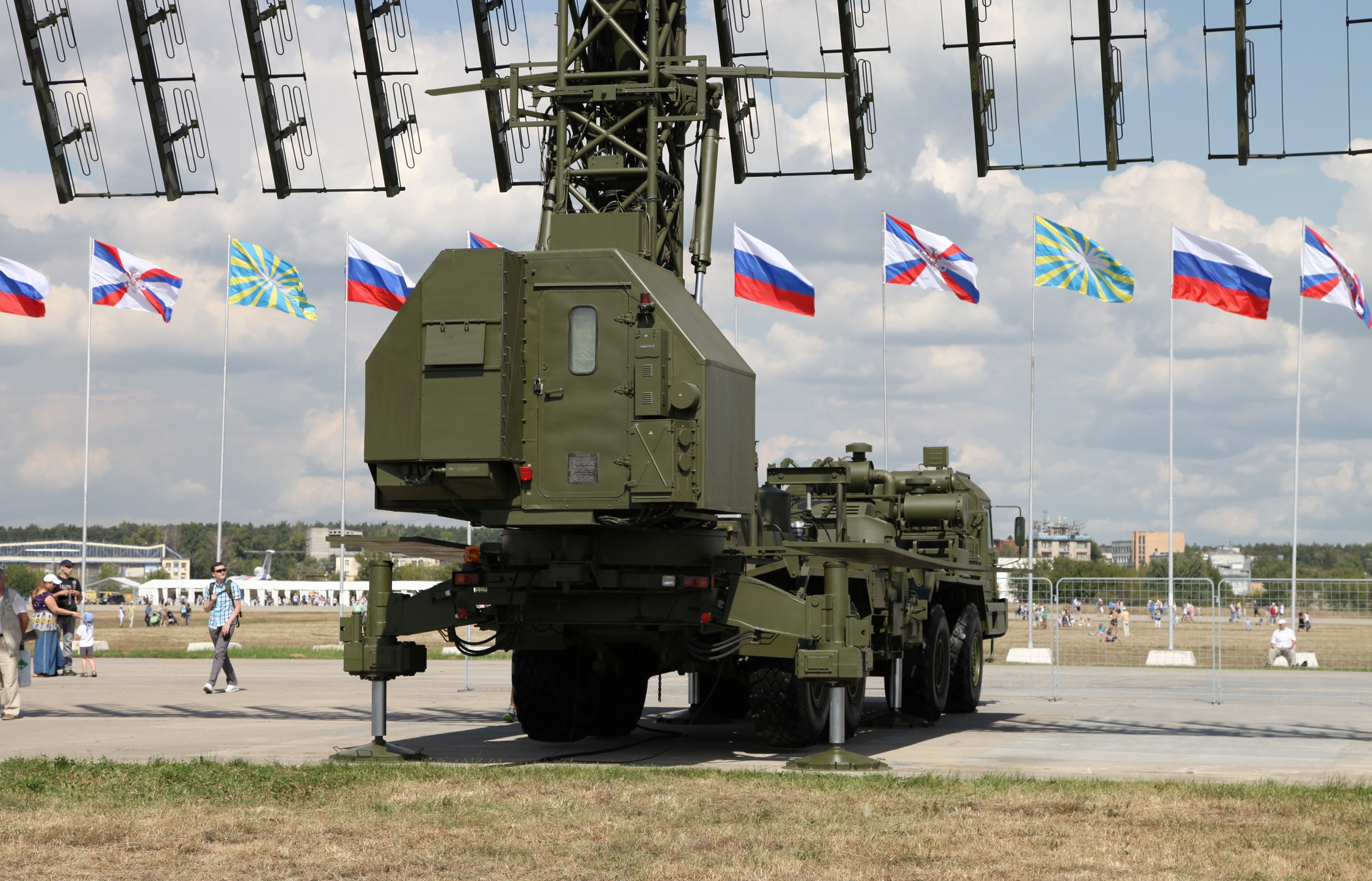
Nebo-M (closeup)
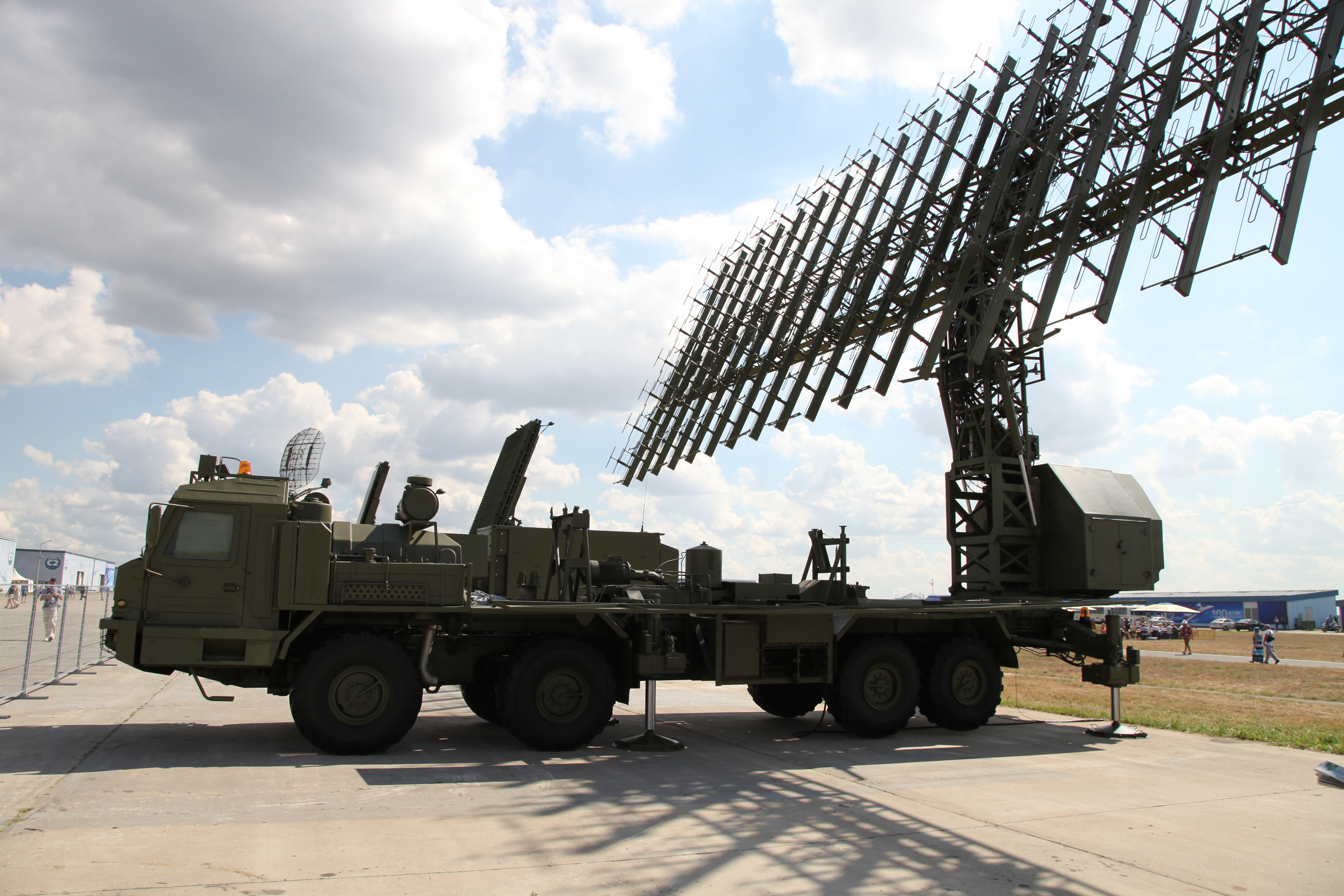
Nebo-M layout